# Budišovice
Budišovice (en allemand : Budischowitz) est une commune du district d'Opava, dans la région de Moravie-Silésie, en République tchèque. Sa population s'élevait à 769 habitants en 2021.

## Géographie
Budišovice se trouve à 9 km au sud-sud-est de Kravaře, à 14 km au sud-est d'Opava, à 17 km à l'ouest-nord-ouest d'Ostrava et à 259 km à l’est de Prague.
La commune est limitée par Mokré Lazce au nord-est et au nord, par Hrabyně et Horní Lhota à l'est, par Kyjovice au sud, et par Pustá Polom à l'ouest.

## Histoire
La première mention écrite de la localité date de 1282.

## Transports
Par la route, Budišovice se trouve à 17 km d'Opava, à 28 km d'Ostrava et à 352 km de Prague.